# قصر عالي التاريخي
قصر عالي التاريخي، بناء أثري تاريخي يقع بالقرب من قرية العليا في المملكة العربية السعودية. وتعود فترة بناؤه إلى القرن الرابع عشر الهجري.

## التاريخ
يقع قصر العالي شمال شرق قرية العليا٬ وقد شيد خلال حكم الملك عبدالعزيز آل سعود٬ ويدل على ذلك نقش على لوحة جصية توجد في إحدى الغرف الشمالية للقصر أن القصر بني بأمر الملك عبد العزيز آل سعود عام 1355 هـ الموافق 1936م. وقد أشرف على بنائه الأمير سعود بن جلوي أمير المنطقة الشرقية وكان ناظر البناء رئيس البلدية خالد الفرج٬ حيث شيد على الطريق التجاري القديم المتصل بطريق الكنهري٬ واتخذ هذا المبنى مركزًا حكوميًا يشمل السلطة الإدارية وجمركًا يشرف على حركة التجارة من المملكة إلى الحدود الشمالية الشرقية.

## الوصف
يظهر القصر بشكل مربع تبلغ مساحته 8836 مترا مربعا٬ وهو محصن بسور ضخم تحيط به ثمانية أبراج مستديرة تتخللها فتحات دائرية كثيرة لرمي الرصاص وعدد من السقاطات التي تفتح إلى خارج الأسوار. ويقع المدخل الرئيس للقصر وسط واجهته الغربية وتحف بالمدخل دعامتان يعلوهما عقد مستدير تعلوه شرفات مسننة٬ ويبلغ اتساع الباب 5 متر. ويؤدي مدخل القصر إلى فناء كبير يتوزع على أضلاعه عدد من الوحدات المعمارية.

## وصلات خارجية
- صور لقصر العالي